# Canthon auricollis
Canthon auricollis là một loài bọ cánh cứng trong họ Bọ hung (Scarabaeidae).